# Apollo-Arie hier
Apollo-Arie hier is een hoorspel van Yvonne Keuls. De VARA zond het uit op woensdag 17 oktober 1973, van 16:03 uur tot 16:25 uur (met een herhaling op woensdag 19 juni 1974). De regisseur was Ad Löbler.

## Rolbezetting
- Huib Orizand (de man)
- Tine Medema (zijn vrouw)
- Fé Sciarone (de klant)

## Inhoud
Apollo-Arie is de bijnaam van een wel zeer bijzondere en spraakzame rijwielhandelaar. Behalve zijn eigen vakkennis beschikt hij ook nog over een sterke filosofische en psychologische inslag. Hij heeft zogezegd zijn kleine levensfilosofie en daar profiteert natuurlijk zijn geachte clientèle van. Een onderwerp waarover Arie niet weet mee te praten, bestaat er eenvoudig niet. En omdat hij alles weet over raketten en ruimtevaart, heeft de buurt hem ooit “onderscheiden” met de bijnaam Apollo-Arie. Alvorens rijwielen te verkopen, neemt hij eerst zijn klanten eens goed in ogenschouw. Hij laat ze even praten, polst in welke richting ze het zoeken, zet zijn kleine hersencomputer in werking, geeft advies en vormt ten slotte een eindoordeel. Hij verkoopt oude fietsen, maar hij weet met zijn eigen kleine filosofie (of zou dat toch verkoopstechniek heten?) die oude fiets “versierd” te verkopen…